# Taisto Lempinen
Taisto Armas Lempinen (ur. 4 października 1914 w Kymi, zm. 2 kwietnia 1970 tamże) – fiński zapaśnik walczący w stylu klasycznym. Olimpijczyk z Londynu 1948, gdzie zajął czwarte miejsce w kategorii do 57 kg.
Mistrz Finlandii w 1948; drugi w 1943 i 1944; trzeci w 1945 i 1950 roku.

## Letnie Igrzyska Olimpijskie 1948
| Konkurencja          | Rundy eliminacyjne   | Rundy eliminacyjne     | Rundy eliminacyjne     | Rundy eliminacyjne     | Klas. końcowa |
| Konkurencja          | Przeciwnik I         | Przeciwnik II          | Przeciwnik III         | Przeciwnik IV          | Miejsce       |
| -------------------- | -------------------- | ---------------------- | ---------------------- | ---------------------- | ------------- |
| 57 kg styl klasyczny | Lajos Bencze (HUN) P | Jésus Arenzana (FRA) Z | Nikolaos Biris (GRE) Z | Kurt Pettersén (SWE) P | 4.            |